# Conferenza Nazionale degli Studenti degli ISSM
La Conferenza Nazionale degli Studenti degli ISSM (CNSI) è una Conferenza del Ministero dell'Istruzione, dell'Università e della Ricerca della Repubblica Italiana.
Tale Conferenza è istituita ai sensi del D.M. n. 261 del 3 aprile 2013.
L'attuale Presidente è Samuel Menga del Conservatorio di Lecce, eletto nel 2022. Il Vicepresidente è Domiziano Laguzzi del Conservatorio di Cuneo, il Segretario è Danilo Ionadi del Conservatorio di Torino.

## Composizione e organi
Compongono la CNSI i Presidenti delle Consulte degli ISSM.
All’interno della CNSI sono presenti i seguenti organi:
- l’Assemblea, composta da tutti i Presidenti di Consulta degli ISSM italiani;
- il Presidente, eletto tra i membri dell'Assemblea a cadenza biennale;
- il Consiglio Direttivo, eletto ogni due anni, formato da quattro membri dell'Assemblea più il Presidente della CNSI.

## Finalità
La Conferenza dei Presidenti delle Consulte degli Studenti degli Istituti Superiori di Studi Musicali nel pieno rispetto delle competenze ministeriali, dell'autonomia delle singole Istituzioni, ha come obiettivi:
1. favorire il coordinamento e il raccordo fra le Consulte degli ISSM, affinché le istanze degli studenti possano essere raccolte, elaborate in linee comuni di indirizzo e rappresentate unitariamente nel confronto con soggetti istituzionali;
2. promuovere il dialogo con i soggetti istituzionali, di rappresentanza e portatori di interesse dell’AFAM, dell'educazione musicale e del mondo dei giovani in genere;
3. sensibilizzare il corpo studentesco degli ISSM verso le tematiche e le iniziative di interesse comune;
4. promuovere relazioni con le organizzazioni nazionali e internazionali;
5. sostenere l’effettiva applicazione dei diritti degli studenti.

## Elenco dei Presidenti
| Nome                  | Conservatorio di provenienza             | Durata mandato           |
| --------------------- | ---------------------------------------- | ------------------------ |
| Samuel Menga          | Conservatorio di Lecce                   | 2022 - in corso          |
| Francesco Spina       | Conservatorio di Bologna                 | 2021 - 2022              |
| Carlo Mazzini         | Conservatorio di Benevento               | 2019 - 2021              |
| Antonella Cinquepalmi | Conservatorio di Monopoli                | 2017 - 2019              |
| Carlotta Colombo      | Conservatorio di Como                    | 2017 (facente funzioni)  |
| Helmut Graf           | Conservatorio di Trento e Riva del Garda | 2016 - 2017 (destituito) |
| Tommaso Donatucci     | Conservatorio di Vicenza                 | 2014 - 2016              |
| Paolo Gasparin        | Conservatorio di Castelfranco Veneto     | fondazione - 2014        |